# Ricardo Neto
Gomes da Costa Neto est un nom portugais ; le premier nom de famille (d'usage facultatif) est Gomes da Costa et le second est Neto.
Pour les articles homonymes, voir Neto.
Ricardo Jorge Gomes da Costa Neto, né le 26 août 2008 à Lisbonne au Portugal, est un footballeur portugais qui évolue au poste d'défenseur dans les catégories jeunes du SL Benfica.

## Biographie

### Carrière en club
Neto commence le football au CD Lisboa Águias, club amateur de Lisbonne, puis est formé au Benfica.
Il signe un premier contrat professionnel en février 2025, à 16 ans.

### En sélections nationales
Neto est international junior avec les équipes du Portugal des moins de 15, 16 et 17 ans.
En 2025, il est convoqué pour participer à la phase finale du Championnat d'Europe des moins de 17 ans 2025 en Albanie. La Portugal atteint la finale de la compétition après l'avoir emporté au tirs au but face à l'Italie, puis remporte la finale face à la France.

## Palmarès

### En sélection
Portugal -17 ans
- Championnat d'Europe
  -  Vainqueur en 2025.